# خاستگاه (فیلم)
خاستگاه (انگلیسی: Origin) فیلم درام زندگی‌نامه‌ای آمریکایی محصول سال ۲۰۲۳ به نویسندگی و کارگردانی ایوا دوورنی است. این فیلم بر اساس زندگی ایزابل ویلکرسون (با بازی آنجانو الیس) در هنگام نوشتن کتاب کاست: خاستگاه نارضایتی‌های ما ساخته شده‌است. در طول فیلم، ویلکرسون به سرتاسر آلمان، هند و ایالات متحده سفر می‌کند تا در مورد نظام کاست در تاریخ هر کشور تحقیق کند.
خاستگاه در ۶ سپتامبر ۲۰۲۳ در بخش رقابتی هشتادمین جشنواره فیلم ونیز به نمایش درآمد و اکران سینمایی خود را در ۱۹ ژانویه ۲۰۲۴ به‌وسیلهٔ نئون آغاز کرد. این فیلم نقدهای مثبتی از منتقدان دریافت کرد.